# Friedrich von Gemmingen (1691–1738)
Friedrich von Gemmingen (* 6. Juni 1691 in Neckarzimmern; † 2. November 1738) war onolzbachischer (also ansbachischer)  Kammerjunker und Hofratsassessor sowie Grundherr in Babstadt. Er begründete die Linie Babstadt der Freiherren von Gemmingen.

## Leben
Friedrich von Gemmingen wurde 1691 als Sohn des badischen Hofratspräsidenten und Hofmarschalls Reinhard  von Gemmingen zu Hornberg (1645–1707) und dessen Frau Maria Elisabetha von Neipperg geboren. Er besuchte bis zum Einbruch der Franzosen das Gymnasium in Durlach und kam mit den Eltern dann nach Basel, wo die Mutter nach dem Tod des Vaters noch fast ein Jahr blieb, während Friedrich dort Vorlesungen an der Universität besuchte. Anschließend studierte er in Jena, Gießen und Halle. Nach zweijähriger Kavalierstour durch Holland, England und Frankreich kam er für zwei Jahre an den hessen-darmstädtischen Hof und wurde dann onolzbachischer Kammerjunker und Hofratsassessor. Das Hofleben sagte ihm aber nicht zu, weswegen er sich bald auf seine Güter zurückzog und sich deren Verwaltung und dem Kirchenbau widmete.
Er und seine Brüder Reinhard (1677–1750), Eberhard (1688–1767) und Ludwig (1694–1771) erwarben 1732 Babstadt, das ihm bei der Teilung des Besitzes dann allein zufiel. Er veranlasste den Neubau der evangelischen Kirche in Babstadt und den der evangelischen Kirche in Kälbertshausen.

## Familie
Er war ab 1718 mit Maria Flandrina Thumb von Neuburg verheiratet, die 1727 starb. Bald nach ihrem Tod ging er eine zweite Ehe mit Wilhelmine Leopoldine Rüdt von Collenberg († 1763) ein. Aus der ersten Ehe gingen vier Kinder hervor, aus der zweiten fünf, von denen jedoch nicht alle zu Jahren kamen. Die Linie Babstadt setzte der Sohn Johann Philipp (1729–1766) fort.
Nachkommen:
- Maria Elisabeth (* 1719), ⚭ Christoph Ferdinand von Degenfeld
- Friedrich August (1721–1753) ⚭ Benedikta von Gemmingen-Treschklingen († 1787), keine Nachkommen
- Juliana Charlotte (1723–1759)
- Wilhelm Ludwig (1727–1799) ⚭ Christiane Amalia von Gemmingen-Fürfeld († 1763), Eleonore Ernestine Karoline von Malsberg (1742–1792)
- Ernst Karl (*/† 1728)
- Johann Christoph (*/† 1729)
- Johann Philipp (1729–1766) ⚭ Dorothea von Stain zu Rechtenstein (1744–1799)
- Johanna Leopoldine (*/† 1733)
- Ernst Ludwig Mainhard (*/† 1735)